# Syrenka-Denkmal (Konstanty Hegel)

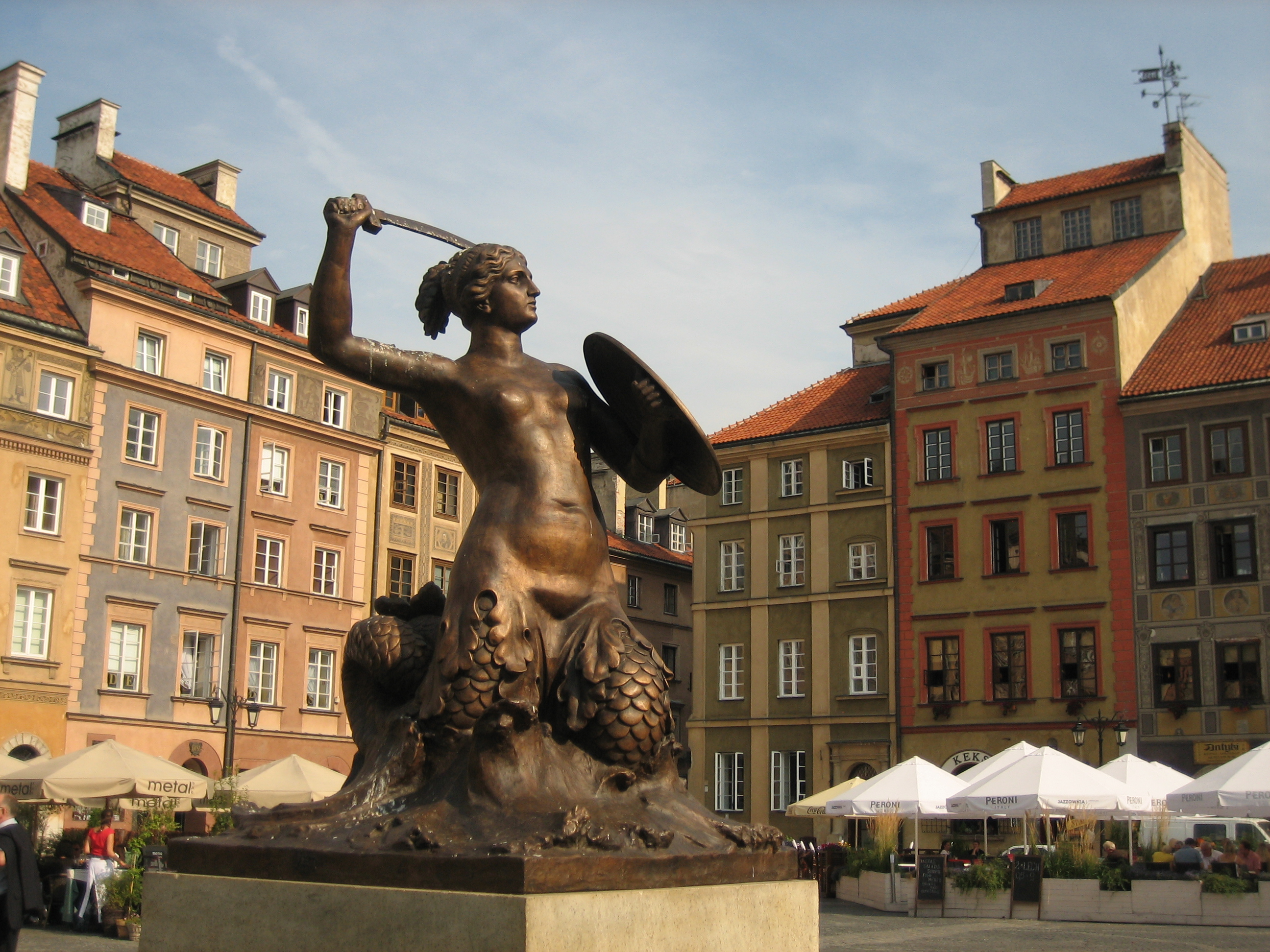
Syrenka-Denkmal

Das Syrenka-Denkmal in Warschau (polnisch Pomnik Syreny) ist eine der bekanntesten Bronzestatuen in Polen und ein beliebter Treffpunkt auf dem Markt in der Warschauer Altstadt.  

## Geschichte
Das Denkmal von Konstanty Hegel wurde 1855 anstelle des 1817 abgetragenen Rathauses geschaffen und spielt auf die Legende der Warschauer Seejungfer an. Gegossen wurde die Statue in den Werken von Karl Julius Minter, einem Warschauer Fabrikanten deutscher Herkunft. Das Denkmal war zunächst ein Brunnen mit Wasserspielen, da es im Zusammenhang mit der Eröffnung der modernen Wasserwerke in Warschau errichtet wurde. 1928 wurden die Wasserspiele abgebaut und das Syrenka-Denkmal wurde zwischenzeitlich an die Weichsel verlegt. Es überstand daher den Zweiten Weltkrieg beinahe unversehrt. 1951 wurde das Denkmal zunächst im Zentralen Kulturpark aufgestellt. 1969 wurde es von Vandalen stark beschädigt und nach seiner Restaurierung 1972 auf der Weichselböschung auf Höhe der ehemaligen Stadtmauer sowie 1999 wieder auf dem Altstadtmarkt aufgestellt. 2008 wurde es durch eine Kopie ersetzt, während das Original sich seither im Stadtmuseum befindet.